# اس‌اس گویا
اس‌اس گویا (به انگلیسی: SS Goya) یک کشتی است.